# Patellapis flacourtiae
Patellapis flacourtiae là một loài Hymenoptera trong họ Halictidae. Loài này được Pauly mô tả khoa học năm 2007.